# Марк Рутилий Луп
Марк Рутилий Луп (на латински: Marcus Rutilius Lupus) е префект на римската провинция Египет (113 – 117 г.) по времето на император Траян.
Произлиза от плебейската фамилия Рутилии, клон Луп. Той става префект на Египет (praefecti Aegypti) след Сервий Сулпиций Симил и е последван от Квинт Рамий Марциал. По неговото време през 115 г. в Египет избухва еврейското въстание т.нар. Вавилонски бунт.